# Lager Heilbronn

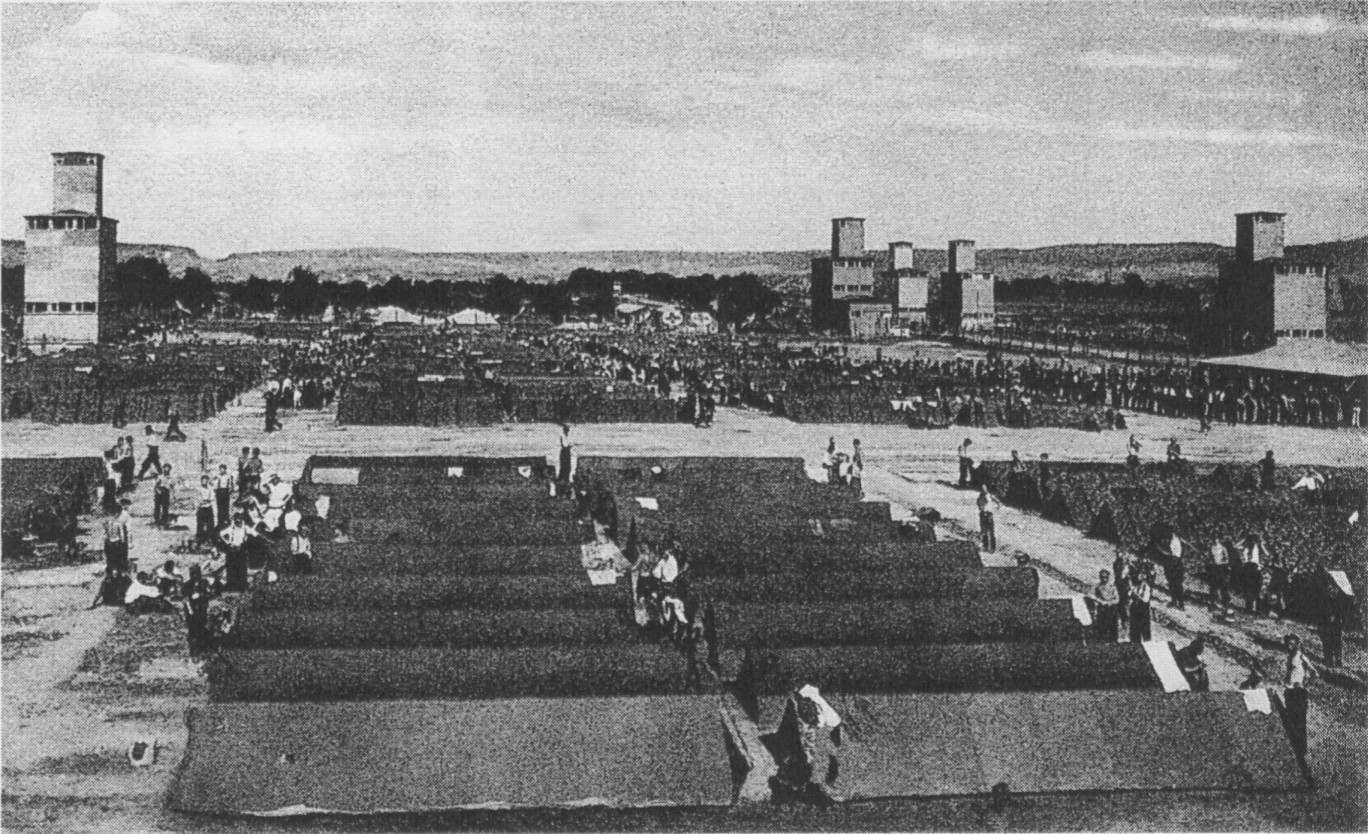
Das Lager PWTE C-3 in Böckingen, Mai oder Juni 1945

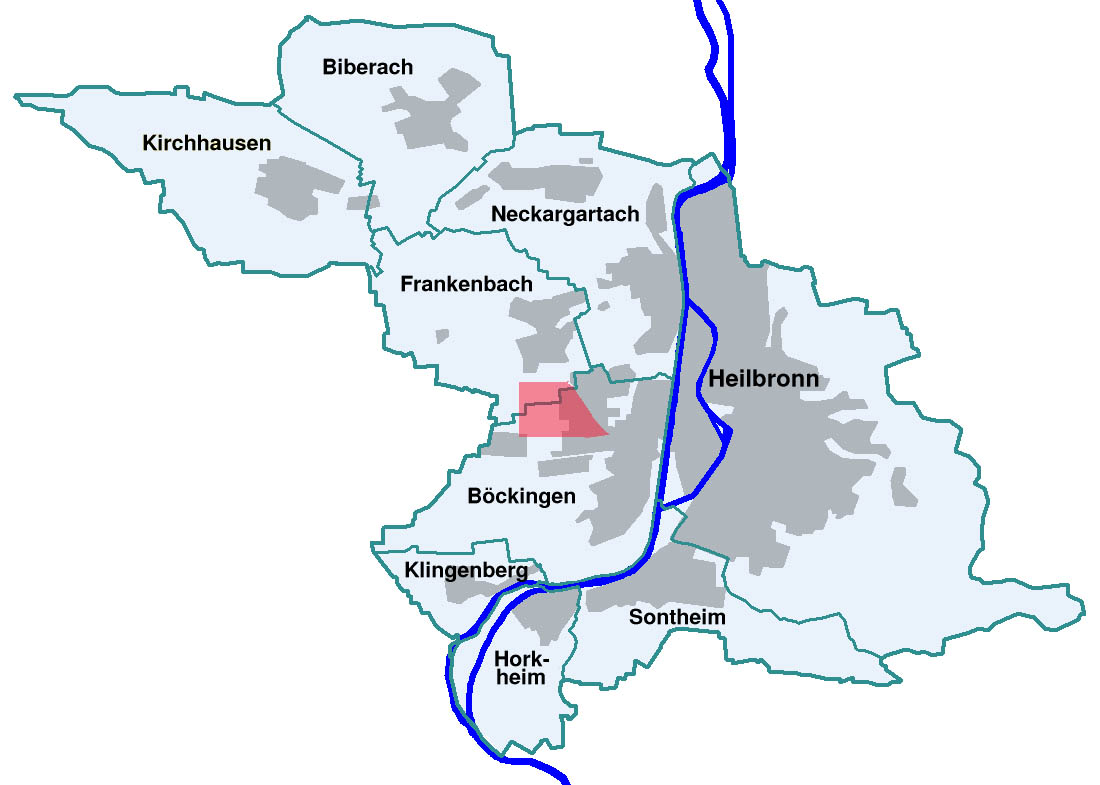
Ungefähre Lage des Lagers PWTE C-3 innerhalb der heutigen Stadtgrenzen von Heilbronn

Das Lager Heilbronn wurde im Frühjahr 1945 von der United States Army als Kriegsgefangenenlager auf freiem Feld im Westen des heutigen Heilbronner Stadtteils Böckingen errichtet. Zunächst bestanden zwei getrennte Lager in unmittelbarer Nachbarschaft, von denen eines aber bereits Ende Juli 1945 wieder geschlossen wurde. Das andere bestand unter verschiedenen Bezeichnungen und in reduzierter Größe bis Mai 1947 als Durchgangslager für Kriegsgefangene weiter. Dann wurde es an deutsche Stellen übergeben, die es bis November 1947 als Interniertenlager für Zivilinternierte im Zuge des Entnazifizierungsprozesses nutzten. Ab 1948 brachten Stadt und Landkreis Heilbronn in einigen von ihnen erworbenen, nicht abgerissenen Baracken des Lagers wohnungslose Personen unter. Die letzten Bewohner der Lagersiedlung wurden erst im Jahr 1961 in andere Wohnungen umgesiedelt, die letzten Baracken bis zum Jahresende abgerissen. Das Lagergelände ist heute (Stand 2008) teils überbaut, zum größten Teil aber wieder Ackerland.
Zum Zeitpunkt ihrer größten Ausdehnung im Frühjahr 1945 erstreckten sich beide Lager zusammen über eine Fläche von rund 270 Hektar. Auf dieser Fläche hielten sich Ende Mai, Anfang Juni 1945 knapp 140.000 Kriegsgefangene auf, fast das Dreifache der damaligen Einwohnerzahl der Stadt Heilbronn. Insgesamt durchliefen bis Ende 1945 bis zu 350.000 Gefangene die Heilbronner Lager. Die Zahl der Gefangenen, die anschließend bis Mai 1947 das noch bestehende Lager durchliefen, ist nicht mehr genau zu ermitteln. Eine auf Schätzungen beruhende Gesamtzahl von bis zu zwei Millionen Gefangenen, die die Heilbronner Lager im Zeitraum Mai 1945 bis 1947 durchlaufen haben sollen, scheint jedoch zu hoch angesetzt zu sein.

## Vorgeschichte
In der Endphase des Zweiten Weltkriegs eroberte die 7. US-Armee ab März 1945 große Teile Süddeutschlands, darunter vom 2. bis 12. April auch Heilbronn. Am 5. Mai kapitulierte die unterlegene Heeresgruppe G der Wehrmacht bei München. Bei ihrem raschen Vorrücken fielen der 7. US-Armee in kürzester Zeit Hunderttausende deutscher Kriegsgefangener in die Hände, die möglichst rasch an die amerikanischen Nachschub- und Versorgungseinheiten weitergereicht wurden, die sich um sie kümmern sollten. Zu Beginn des Krieges brachte die US-Armee deutsche Kriegsgefangene in Lager in die USA oder Großbritannien, später nach Frankreich. Dies war für Hunderttausende Gefangene nicht mehr praktikabel, und das Oberkommando der US-Truppen in Europa, ETOUSA (European Theater of Operations United States Army), befahl am 17. April die Einrichtung von Kriegsgefangenenlagern (genannt Transient Enclosures, also Durchgangslager) auf deutschem Boden. Für den rückwärtigen, hinter den Kampflinien befindlichen Bereich (die Communications Zone) der 7. US-Armee fiel diese Aufgabe der Nachschub- und Versorgungseinheit CONAD (Continental Advance Section Communications Zone) zu. CONAD richtete vier Prisoner of War Temporary Enclosures (PWTE), also Kriegsgefangenen-Durchgangslager ein, darunter die Lager PWTE C-3 und PWTE C-4 in Heilbronn. PWTE C-1 und PWTE C-2 befanden sich bei Ludwigshafen. Weitere, auch als Rheinwiesenlager bezeichnete Lager am Rhein mit den Bezeichnungen PWTE A-… richtete die Einheit ADSEC ein, die analog zu CONAD Nachschub- und Versorgungsaufgaben für andere US-Kampfverbände übernahm.
CONAD musste nicht nur vom Nachschubhafen Marseille aus die amerikanischen Kampftruppen und sich selbst versorgen, sondern sich auch um die aus deutschen Lagern befreiten alliierten Kriegsgefangenen, um befreite Zwangsarbeiter sowie um Hunderttausende deutscher Kriegsgefangener kümmern. Zur Bewachung der Kriegsgefangenen besaßen weder CONAD noch ADSEC genügend Personal. Deshalb erhielt Mitte April die 106. US-Infanteriedivision den Befehl, die Bewachung der Kriegsgefangenenlager zu übernehmen, eine Einheit, die bei der Ardennenoffensive im Dezember 1944 starke Verluste erlitten hatte und erst wenige Tage zuvor mit neu aus den USA eingetroffenen Verbänden verstärkt worden war. Für die Aufgabe, über 20 auf einer Strecke von 440 Kilometern verteilte Kriegsgefangenenlager zu bewachen, zu versorgen und auszubauen, hatte die Division weder genügend Material noch Personal, ihre Organisation war nicht auf den zerstreuten Einsatz der einzelnen Divisionseinheiten ausgerichtet. Zudem unterblieben klare Kompetenzabgrenzungen zwischen der 106. US-Infanteriedivision einerseits und CONAD/ADSEC andererseits.

## Transport nach Heilbronn
Die 7. US-Armee richtete im Laufe ihres Vormarschs ab März zunächst überaus provisorische Zwischenlager (Cages) ein, in denen sie die deutschen Kriegsgefangenen vor ihrem Weitertransport in die von CONAD unterhaltenen Lager sammelte. Diese Lager bestanden oft nur wenige Tage, ausnahmsweise auch einige Wochen, und wurden in Fabrikgebäuden, Kasernen und Unterführungen, aber auch auf Flugplätzen, Sportplätzen oder freiem Feld eingerichtet. Manche wurden nur von wenigen tausend Gefangenen durchlaufen, andere von Zehntausenden; größere Lager bestanden beispielsweise in Würzburg (Durchlauf: rund 25.000 Gefangene), Crailsheim (29.000), Göppingen (55.000), Neu-Ulm (mindestens 165.000) oder Salzburg (mindestens 28.000). Da die Lager nur wenige Tage existierten sollten, baute man sie nicht aus, sie waren dementsprechend primitiv und oft vollständig überfüllt. In manchen Lagern wie in Aalen mussten die Gefangenen nachts stehen, da wegen Überfüllung kein Platz vorhanden war.
Von den Zwischenlagern brachte man die Gefangenen über durchschnittlich zwei oder drei Zwischenstationen in die PWTEs. Um mit den knappen Lkw mehr Gefangene transportieren zu können, mussten diese auf Zwang der Amerikaner oft große Teile ihrer Ausrüstung zurücklassen. Die Verpflegung auf den mehrtägigen Transporten war zudem völlig unzureichend, und es kam unterwegs auch zu tödlichen Unfällen. Die Strapazen und die unzureichende Versorgung in den Cages und während des Transports führten dazu, dass die Gefangenen „weitgehend ausgehungert und entkräftet“ bei den PWTEs ankamen.
Die Lager in Heilbronn wurden von den Transporten von Ulm aus unter Umgehung Stuttgarts über die Geislinger Steige, Göppingen, Waiblingen, Backnang, Schwäbisch Hall und das direkt östlich von Heilbronn gelegene Weinsberg angefahren. Ende April 1945 trafen die ersten Gefangenen in Heilbronn ein. Da die PWTEs noch nicht fertiggestellt waren, richtete die 7. US-Armee auf dem Sportplatz des VfR Heilbronn am Neckar ein weiteres provisorisches Zwischenlager ein, für das sie einen Durchlauf von 6.874 Gefangenen angibt. Die Chronik der Stadt Heilbronn gibt für dieses Lager eine Kapazität von 50.000 Gefangenen und eine Belegung mit „Zehntausenden“ Gefangenen an. Aufgrund des provisorischen Charakters gab es außer einem Zelt für die Wachmannschaften keine Gebäude oder Zelte im Lager; Verpflegung wurde nur einmal am Tag ausgegeben und reichte oft nicht für alle Gefangenen. Feuchte Witterung und fehlende sanitäre Anlagen führten binnen kurzem zu katastrophalen hygienischen Zuständen. Mehrere Gefangene wurden bei Fluchtversuchen erschossen.
Aus den Gefangenen vom VfR-Platz rekrutierten die Amerikaner Arbeitskommandos, die beim Aufbau der PWTEs westlich Heilbronns mitarbeiteten. Nach deren Fertigstellung trieb man die Gefangenen bis zum 6. Mai im Laufschritt und unter Verwendung von Knüppeln vom VfR-Platz zum Lager PWTE C-3, das sich zu diesem Zeitpunkt allerdings wie das Provisorium auf dem Sportplatz als umzäunte Fläche ohne Unterkünfte oder sonstige Einrichtungen für die Gefangenen präsentierte.

## Die PWTEs in Heilbronn

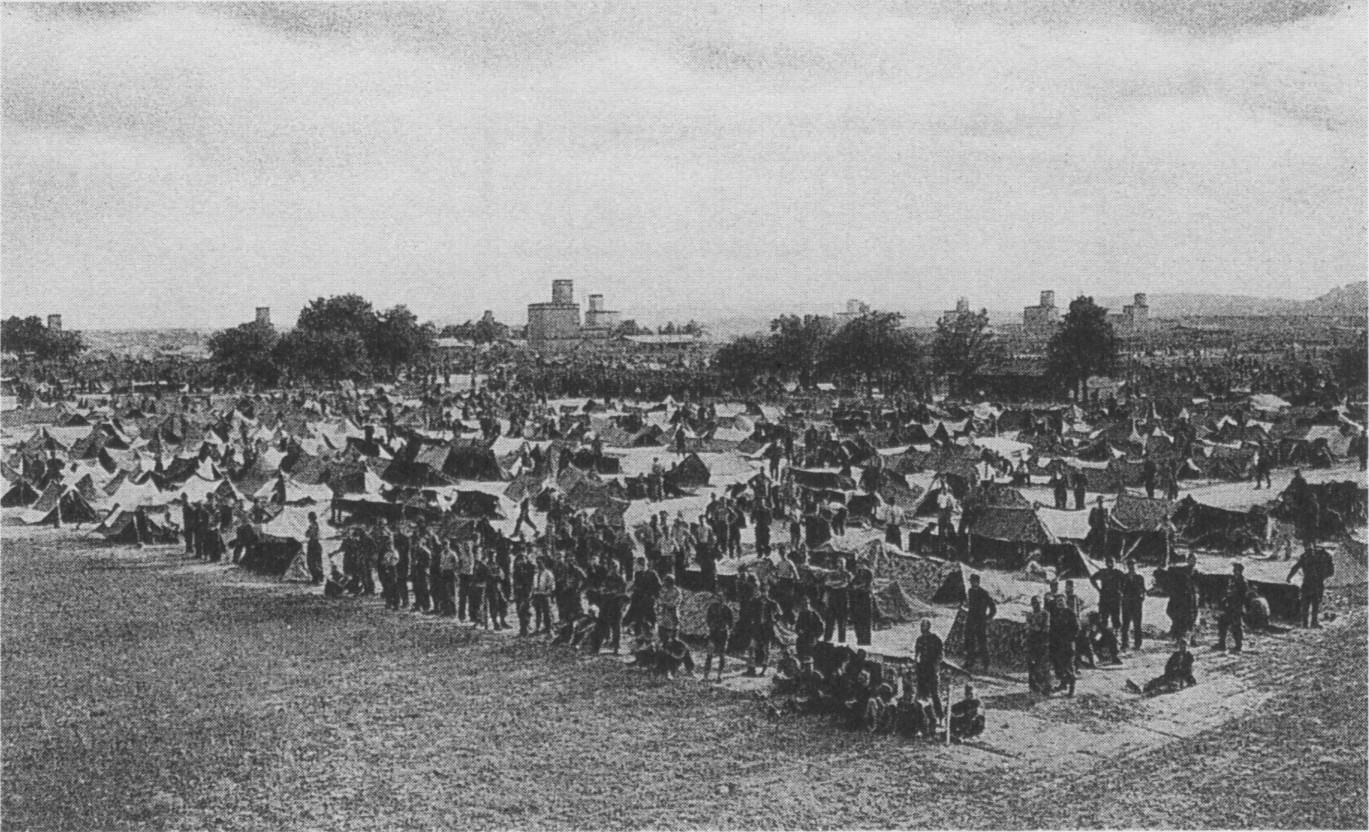
PWTE C-3 im Mai oder Juni 1945

Beide Lager lagen westlich von Böckingen auf Ackerland am Rand der Besiedlung. Die an Großgartach (heute Gemeinde Leingarten) vorbei nach Karlsruhe führende Großgartacher Straße (Reichsstraße 293, heute Bundesstraße 293) sowie die parallel zur Straße verlaufende Kraichgaubahn nach Karlsruhe trennten die weiter südlich und nördlich von ihr liegenden und durch Stacheldraht abgesperrten Lager. PWTE C-4, das nur bis Ende Juli 1945 Bestand hatte, lag südlich von Straße und Bahnlinie. Das eigentliche Lager begann südlich der direkt an der Bahnlinie liegenden Haselter-Siedlung, die wie große Teile der Ernst-Weinstein-Siedlung (heute Kreuzgrund-Siedlung) für die Unterbringung amerikanischer Einheiten beschlagnahmt worden war. Im Süden erstreckte sich das Lager bis zum heutigen Böckinger Westfriedhof, im Osten bis in die Nähe des heutigen Ziegeleiparkes und im Westen bis zu den Gewannen Scheinmelden/Bruhweg/Denninger Rain bei der Schutzhütte. Es hatte eine Fläche von rund 125 Hektar. Bezieht man die Wohn- und Unterkunftsbereiche der Amerikaner mit ein, sind es sogar rund 186 Hektar.
PWTE C-3 wurde nördlich von Straße und Bahnlinie auf der Trappenhöhe (heute teils Wohngebiet Schanz) oberhalb von Böckingen eingerichtet. In diesem Gebiet hatte die Kali Chemie AG 1908 mit der Förderung von Sole zur Salzgewinnung begonnen und über 20 Bohr- und Fördertürme errichtet, die für Wach- und Verwaltungszwecke in das Lager einbezogen wurden. Der Lagerbereich schloss westlich der Heidelberger Straße an die Kreuzgrund-Siedlung an und dehnte sich im Westen bis zu den Sandgruben der damals selbstständigen Gemeinde Frankenbach aus. Kleine Teile des Lagers lagen auch auf Gemarkung von Großgartach. Im Norden erstreckte sich das Lager bis etwa auf Höhe der Gewanne Kreuzäcker/Hüttberg. PWTE C-3 hatte eine Gesamtfläche von etwa 144 Hektar. Damit waren die Heilbronner Kriegsgefangenenlager die größten aller PWTEs einschließlich der Rheinwiesenlager.
Das für 100.000 Gefangene konzipierte Lager C-3 nahm am 3. Mai die ersten Gefangenen auf, C-4 am 6. oder 13. Mai. Aufgrund großen Zeitdrucks wurden beide Lager so früh wie möglich in Betrieb genommen und bestanden daher zu diesem Zeitpunkt lediglich aus Stacheldrahtumzäunungen ohne jegliche Unterkünfte oder sanitäre Anlagen, die erst anschließend errichtet wurden. In diesem wie in anderen Bereichen (Ernährung, medizinische Versorgung) verstießen die Amerikaner gegen zentrale Punkte der Genfer Konvention von 1929, was ihnen teilweise aufgrund der äußeren Umstände (schlechte Versorgungslage und großteils zerstörte Infrastruktur in Deutschland 1945) und der logistischen und personellen Überforderung ihrer Einheiten gar nicht anders möglich war, aber auch an der Grundsatzentscheidung von ETOUSA lag, große Mengen von Kriegsgefangenen in schwierig zu versorgenden Lagern festzusetzen.

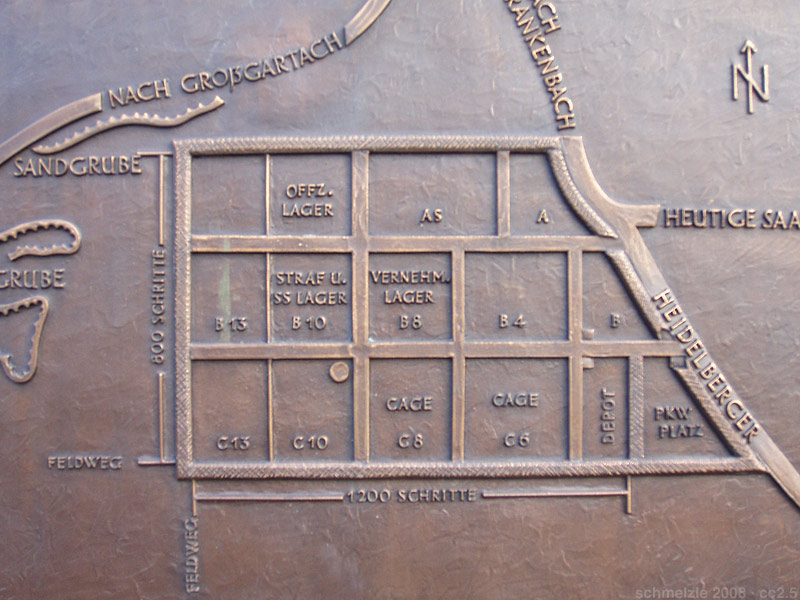
Ungefähre Struktur des Lagers PWTE C-3 auf einer Gedenktafel in Böckingen

Innerhalb der das ganze Lager umfassenden Stacheldrahtumzäunung wurden rechteckige Flächen, Cages genannt, nochmals mit Stacheldraht umzäunt. C-3 bestand anfangs aus 17 unterschiedlich großen Cages in vier Reihen; später verringerte sich ihre Zahl mit abnehmender Größe des Lagers. Die meisten Cages dienten der Unterbringung der Gefangenen, andere als Depot, Küche, Lagerhospital, Vernehmungslager oder amerikanische Lagerverwaltung. Die Binnenstruktur von C-4 ist nicht genau bekannt, soll aber der von C-3 entsprochen haben.
Die Lager wurden unter großem Zeitdruck von amerikanischen Pioniereinheiten errichtet, die CONAD unterstellt waren. Beim Ausbau wurden auch Gefangene herangezogen, anfangs vom Lager auf dem VfR-Platz, später aus C-3 und C-4 selbst, die Umzäunungen für die nach ihnen eintreffenden Gefangenen errichten mussten. Neben eigenen Baumaterialien griffen die Amerikaner auf erbeutete deutsche Materialdepots zurück, die auch Nahrungsmittel und einen Teil der nötigen Lagergrundausstattung lieferten. Umfangreiche Requirierungen bei öffentlichen Stellen und Zivilpersonen lieferten weitere benötigte Gegenstände aller Art. Von Requirierungen betroffene Zivilpersonen konnten später Entschädigungsleistungen beanspruchen.
An der Spitze des Lagers stand als Lagerkommandant ein amerikanischer Offizier, dem der ebenfalls amerikanische Verwaltungsstab des Gesamtlagers unterstand. Die Cages, die der Unterbringung von Gefangenen dienten, hatten zudem eine gemischte amerikanisch-deutsche Verwaltung. Für jeweils zwei Cages war ein amerikanischer Offizier als Block Commander zuständig, ihm waren zwei weitere Amerikaner zugeordnet. Jedes Cage mit bis zu 10.000 Gefangenen stand unter dem Kommando eines amerikanischen Unteroffiziers mit einem Stab von durchschnittlich vier amerikanischen Soldaten, die das Geschehen im Cage überwachten. Für die konkrete Ausgestaltung des Lageralltags im Cage war eine deutsche Selbstverwaltung zuständig. Die Amerikaner bestimmten pro Cage einen Lagermeister, der sich selbstständig einen Stab rekrutieren und anhand allgemeiner Richtlinien der Amerikaner das Cage weitgehend frei organisieren konnte. Die Lagermeister und ihr Stab, das Stammpersonal, wurden bevorzugt behandelt. Ungeschickte Auswahl des Stammpersonals in manchen Cages wirkte sich negativ für die dortigen Gefangenen aus. Beispielsweise wurden, wohl um keine überzeugten Nationalsozialisten als Lagermeister einzusetzen, in manchen Cages bevorzugt Gefangene ausgewählt, die in der Wehrmacht irgendwie bestraft worden waren, was zuweilen in charakterlich ungeeignetem Stammpersonal, Machtmissbrauch und Korruption resultierte.
Zu Beginn existierten in C-3 und C-4 keinerlei Unterkünfte für die Gefangenen, die Wind und Wetter ausgeliefert unter freiem Himmel nächtigten oder, sofern noch vorhanden, sich mit Zeltplanen schützten. Tagelanger Regen verwandelte die Lager in Schlammwüsten, durchweichte die Kleidung der Gefangenen und nötigte sie zum andauernden Stehen; manche Gefangene schliefen auch aneinandergelehnt im Stehen. Das Graben von Erdhöhlen mit Essbesteck etc. war in manchen Cages erlaubt, in anderen strengstens untersagt. Ab Mitte Mai 1945 wurden provisorische Zelte errichtet, aber erst Anfang Juni waren alle Gefangenen mit zumindest primitiven Behausungen versorgt. Auch diese Behelfszelte boten aber nur unzureichenden Schutz vor Regen. Ab Herbst wurden schrittweise größere Maisonette-Zelte aus festerem Material errichtet, die nach und nach auch mit Öfen beheizt werden konnten.
Größtes Problem in den Lagern war die Verpflegung der Gefangenen. Nahrungsmittel waren 1945 in Deutschland allgemein knapp, auch die Zivilbevölkerung musste mit kleinen Rationen auskommen. Anfangs erhielten die Gefangenen amerikanische Fertigrationen (C-Rations), nach Fertigstellung von Küchenanlagen in den Cages kamen erbeutete deutsche Vorräte zum Einsatz, schließlich angelieferte amerikanische Verpflegung. Obwohl die Amerikaner ihr Möglichstes taten, die Versorgung zu gewährleisten, erhielten die Gefangenen aufgrund ihrer überaus großen Anzahl nur äußerst knappe Rationen. Insgesamt war die Verpflegung trotz aller Bemühungen seitens der amerikanischen Einheiten vor Ort, die durch umfangreiche Requirierungen und Nutzung ziviler Einrichtungen (u. a. Bäckereien) die Ernährungslage zu verbessern versuchten, vor allem in den ersten drei Monaten qualitativ und quantitativ ungenügend, besonders für die zahlreichen Gefangenen, die nach den Strapazen des Transports bereits geschwächt in Heilbronn eintrafen.
Zur medizinischen Versorgung existierte in jedem Cage ein allerdings nur schlecht ausgestattetes Lazarett (Dispensary), in dem sich gefangene deutsche Ärzte und Sanitäter um die Kranken kümmerten. Zudem existierte ein zentrales Lagerhospital, das im Gegensatz zu den Lazaretten in den einzelnen Cages gut ausgestattet war und über ausreichend qualifiziertes Personal verfügte. Dementsprechend war die medizinische Versorgung von höchst unterschiedlicher Qualität. Trotz anfangs überaus mangelhafter allgemeiner Hygiene (schlammiger Untergrund, allgegenwärtiger Schmutz, unzureichende Latrinen, Mangel an Waschwasser) blieben größere Seuchenzüge aus, u. a. durch konsequente Entlausung und den Einsatz von DDT.
Trotz schlechter Versorgungslage und teils unzureichender medizinischer Versorgung kam es aber bei den Kriegsgefangenen in Heilbronn ebenso wenig zu einem Massensterben wie bei der ähnlich schlecht mit Lebensmitteln versorgten Zivilbevölkerung. Nach Auswertung verschiedener Quellen starben in den beiden Heilbronner Kriegsgefangenenlagern im Zeitraum 1945 bis 1947 von über 350.000 Gefangenen insgesamt höchstens 350, die meisten in den ersten drei Monaten. Ab August starben nur noch wenige Gefangene. Die Verstorbenen wurden größtenteils auf dem Böckinger Friedhof bestattet, wo ihre Gräber bis heute im selben Friedhofsabschnitt dicht beieinander liegen.
Verschiedene Hilfsorganisationen kümmerten sich um die Gefangenen. Das Internationale Komitee vom Roten Kreuz besuchte die Lager regelmäßig, erstattete Bericht und sprach Missstände an. Auch das örtliche Rote Kreuz engagierte sich, sammelte Spenden, Nahrungsmittel und Lesestoff und vermittelte Kontakte zu Suchdienstkarteien des Roten Kreuzes in Hamburg und München, die sich darum bemühten, Gefangene und ihre Angehörigen über den jeweiligen Aufenthaltsort zu informieren. Auf kirchlicher Seite ragen Theodor Zimmermann (1893–1974), der evangelische Stadtpfarrer Böckingens, und der österreichische Jesuitenpater Johann Planeta hervor, der selbst Gefangener im Lager C-4 gewesen war und nach seiner Freilassung noch bis zum Oktober 1946 als katholischer Lagerpfarrer in C-3 wirkte. Die evangelische Kirche um Zimmermann organisierte zahlreiche Sammlungen von Lebensmitteln und Gebrauchsgegenständen. Da die Lager anfangs nicht betreten werden durften, wurden die Spenden teils (gegen die Bestimmungen) von amerikanischen Sanitätsoffizieren in das Lager C-4 gebracht, teils wurden sie über die Lagerzäune geworfen, an entlassene Gefangene oder an Gefangene auf Arbeitseinsätzen außerhalb der Lager verteilt. Am 6. August 1945 genehmigte der amerikanische Chefarzt von C-3 offiziell den Transport von Hilfsgütern in das Lager C-3. Im August 1945 eröffnete die evangelische Kirche nach Initiative Zimmermanns und auf Anregung des amerikanischen Lagerkommandanten in Oberstenfeld ein Genesungsheim, in dem sich körperlich geschwächte Entlassene erholen konnten. Weitere Heime im Schloss Großsachsenheim und in Ludwigsburg folgten. Auch die katholische Hilfsorganisation Caritas organisierte Sammlungen, war hierin aber weniger erfolgreich als die evangelische Kirche. Lagerpfarrer Planeta konnte dagegen erfolgreich die Entlassung zahlreicher Gefangener erreichen, die speziellen Gruppen (Geistliche, Kranke, Versehrte, Sudetendeutsche, Österreicher u. a.) angehörten. Neben den Hilfsorganisationen versuchten auch Privatpersonen, den Gefangenen Hilfe zukommen zu lassen, indem sie Briefe oder Lebensmittel über die Zäune warfen, was verboten war, von manchen Wachposten aber geduldet wurde. Hierbei kam es zu Festnahmen und Geld- oder Gefängnisstrafen.

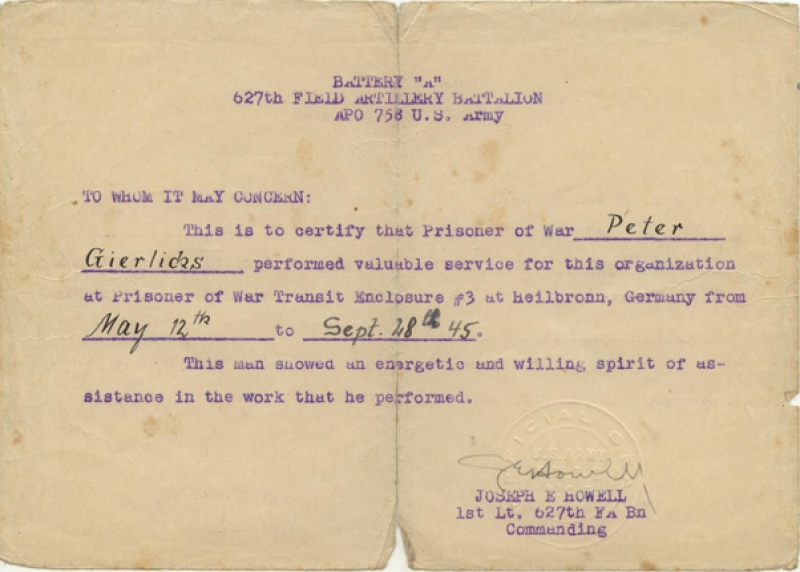
Entlassungsschein von 1945

Noch im Mai 1945 begannen die USA mit der Entlassung von Kriegsgefangenen. Bevorzugt wurden Angehörige von Berufsgruppen freigelassen, die beim Wiederaufbau benötigt wurden, darunter Landarbeiter, Bergleute und Eisenbahner. Es folgten ältere Gefangene über 50, Langzeitkranke und Versehrte und weitere Gruppen. Daneben wurden allerdings auch Gefangene unter Umgehung der Genfer Konvention zu mehrjährigen Arbeitseinsätzen an Frankreich überstellt, von denen viele erst Ende der 1940er-Jahre zurückkehrten. Wie viele Gefangene aus Heilbronn auf diese Weise nach Frankreich gelangten, ist nicht bekannt. Im August 1945 wurde die allgemeine Entlassung der Gefangenen aus den amerikanischen Lagern befohlen. Schon Ende Juli 1945 war C-4 geschlossen worden, und auch die Zahl der Gefangenen in C-3 ging nun rasch zurück. Das Lager wurde verkleinert und zuerst in Disarmed Enemy Forces Enclosure (D. E. F. E.) No. 10, anschließend in Prisoner of War Enclosure (P. W. E.) No. 10 umbenannt.
Mögliche Kriegsverbrecher und sonstige Verdächtigte wurden nicht ins Zivilleben entlassen, sondern in zivile Interniertenlager überstellt, die der Entnazifizierung dienten. Aufgrund akuten Platzmangels in den bestehenden Interniertenlagern in Ludwigsburg, Bruchsal und Ulm wurden im Januar 1946 7000 bis 8000 internierte Zivilisten in einen Cage des Heilbronner Lagers verlegt, der als Civilian Internment Camp (CIC) 81 fungierte. Aufgrund von Pannen und Missverständnissen war das Lager Heilbronn auf diese Menge von Internierten in keiner Weise vorbereitet, sie konnten weder adäquat untergebracht noch versorgt werden. Zudem waren die Internierten im Schnitt älter als die Gefangenen und kamen größtenteils aus Lagern, die über feste Gebäude verfügten; den Strapazen, denen sie im Barackenlager Heilbronn im Januar 1946 ausgesetzt wurden, waren viele nicht gewachsen. Die Aktion endete als Fehlschlag, nach zwei Wochen wurden die Internierten zurückverlegt, am 12. März 1946 wurde CIC 81 geschlossen.

## Weitere Verwendung des Lagers

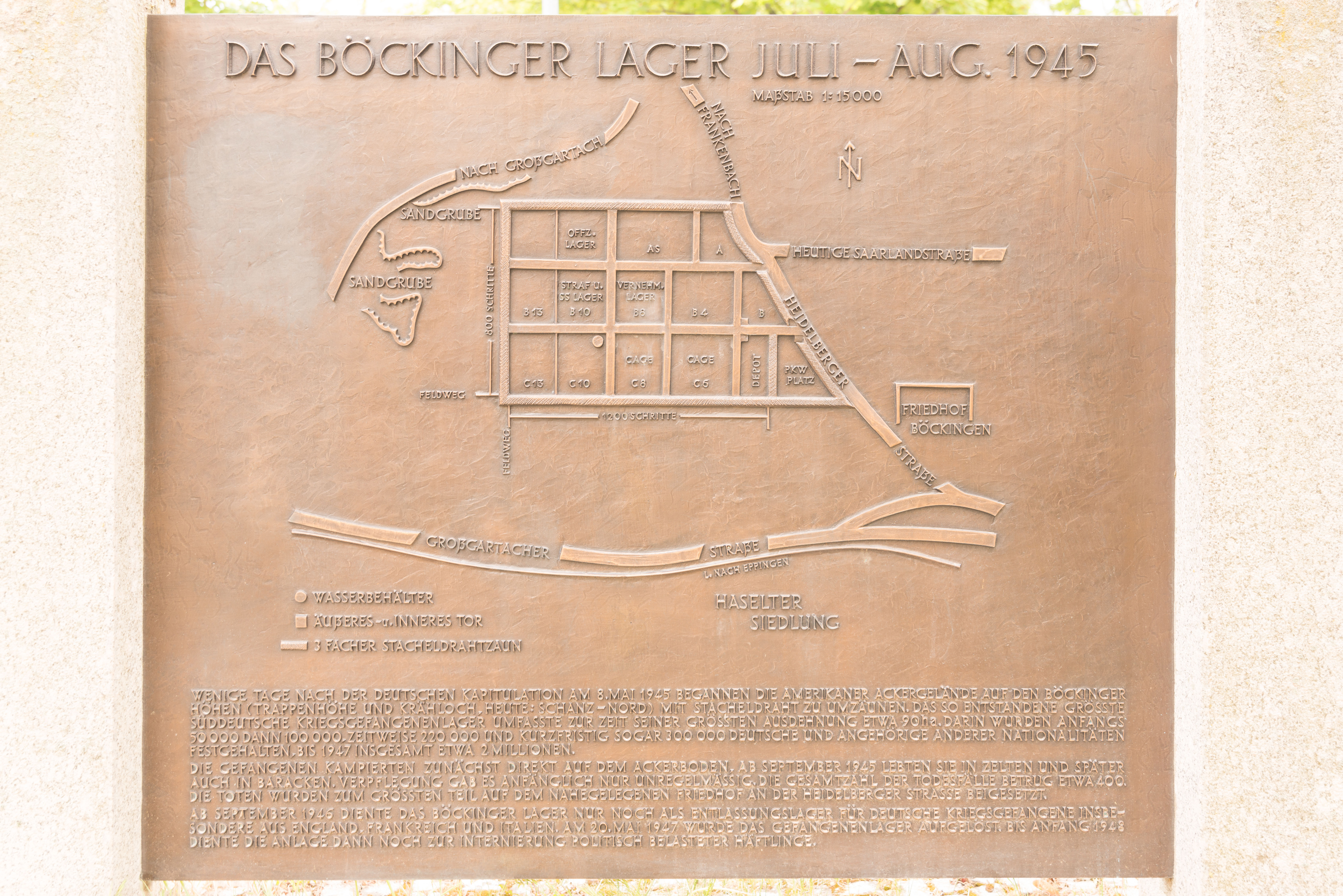
Gedenktafel am Kraichgauplatz

Mitte 1947 waren nur wenige hundert Gefangene im Lager P.W.E. 10 zurückgeblieben. Das Lagergelände wurde am 20. Mai 1947 an das württembergisch-badische Befreiungsministerium übergeben, das es als Interniertenlager unter deutscher Regie nutzte. Die zurückgebliebenen 617 Gefangenen, überwiegend frühere SS-Angehörige, wurden als Zivilinternierte in dieses Lager überführt. Ende Juni 1947 beherbergte das Lager knapp 2000 Internierte, danach nahm ihre Zahl kontinuierlich ab, Ende September waren es unter 600, am 11. November noch 285. Nachdem alle übrig gebliebenen Internierten in andere Lager verlegt worden waren, wurde das Lager Heilbronn im November 1947 geschlossen. Noch im November übernahm die Staatliche Erfassungsstelle für Öffentliches Gut (StEG) das Lagergelände und wickelte es ab. Die Einrichtungsgegenstände wurden verkauft oder staatlichen Stellen zur Verfügung gestellt. Einige der noch bestehenden Baracken wurden abgerissen, andere verkauft. Stadt und Landkreis Heilbronn erwarben einige Baracken, in denen sie wohnungslose Personen unterbrachten. Umfangreiche Renovierungsarbeiten sollten die heruntergekommenen Baracken wieder bewohnbar machen. Auf Drängen der Landwirte, denen die zum Bau des Lagers verwendeten Äcker gehörten, verpflichtete sich die Stadt Heilbronn schließlich zum Abriss der Baracken, die ein Vertreter der Stadt im Januar 1961 entsetzt als „ausgesprochene Drecklöcher“ bezeichnet hatte. Die letzten Bewohner, überwiegend Räumungsschuldner, wurden in städtische Wohnungen umgesiedelt, bis Jahresende 1961 waren die letzten Überreste des Lagers beseitigt. In den Folgejahren entstand auf Teilen des Geländes das Wohngebiet Schanz. Neben den Gräbern auf dem Böckinger Friedhof erinnert heute nur noch eine Gedenktafel in Böckingen an das Lager.